# STS-41-G
STS 41-G foi a décima-terceira missão de um ônibus espacial e o sexto voo da Challenger. Foi a primeira vez em que a tripulação de um ônibus espacial foi composta de sete integrantes e marcou a primeira ida ao espaço de um astronauta do Canadá.

## Tripulação
| Posição                  | Astronautas                               |
| ------------------------ | ----------------------------------------- |
| Comandante               | Robert Crippen                            |
| Piloto                   | Jon McBride                               |
| Especialista de missão 1 | Kathryn Sullivan                          |
| Especialista de missão 2 | Sally Ride                                |
| Especialista de missão 3 | David Leestma                             |
| Especialista de carga 1  | Paul Scully-Power                         |
| Especialista de carga 2  | Marc Garneau primeiro canadense no espaço |

## Parâmetros da missão
- Massa:
  - Decolagem: 110 127 kg
  - Aterrissagem: 91 744 kg
  - Carga: 10 643 kg
- Perigeu: 350 km
- Apogeu: 390 km
- Inclinação: 51.7°
- Período: 92.0 min

### Caminhada no espaço
- Leestma e Sullivan  - EVA 1
- Início do EVA 1: 11 de Outubro de 1984
- Fim de EVA 1: 11 de Outubro de 1984
- Duração: 3 horas, 29 minutos

## Hora de acordar
- 2° Dia: Imperial Bedroom, de Elvis Costello.
- 3° Dia: La Bamba, de Ritchie Valens.
- 4° Dia: Calypso Funkin, de Billy Ocean.
- 5° Dia: Everybody, de Madonna.
- 6° Dia: Burning Up, de Madonna.
- 7° Dia: Life on Mars?, de David Bowie.
- 8° Dia: Be My Baby, do grupo The Ronettes.

## Principais fatos
Em 5 de Outubro de 1984, a Challenger voltou a voar com seu lançamento às 7:03 a.m. EDT, marcando início da missão STS 41-G. Esta foi a sexta missão da Challenger e a décima terceira decolagem no programa de ônibus espaciais.
A bordo estavam os sete integrantes do grupo, o maior grupo de voo a voar em uma única nave espacial até naquela época. Ele incluia o comandante Robert Crippen, em seu terceiro voo em um ônibus espacial; o piloto Jon McBride; três especialistas de missão, David Leestma, Sally Ride e Kathryn Sullivan (esta foi a primeira vez em que duas astronautas voaram juntas); e dois especialistas de carga, Paul Scully-Power e Marc Garneau, o primeiro canadense a voar em um ônibus espacial a ir ao espaço,
A astronauta Sullivan se tornou a primeira mulher e realizar uma caminhada no espaço quando ela e David Leestma realizaram um EVA com 3 horas de duração em 11 de outubro demontrando o Sistema de Reabastecimento Orbital (ORS) e provando a viabilidade de reabastecer satélites em órbita.
Nove horas após a decolagem, o Earth Radiation Budget Satellite (ERBS) de 5,087 lb foi lançado do compartimento de carga pelo braço Remote Manipulator System, e seus propulsores a bordo o posicionaram em suas órbitas de 350 milhas (563 km) acima da Terra. O ERBS foi o primeiro de três satélites planejado para medir a quantidade de energia recebida pelo Sol e re-irradiada para o espaço. Ele também estudou os movimentos em temporadas da energia das regiões dos trópicos para as regiões polares da Terra.
Outro objetivo importante da missão era a operação do Shuttle Imaging Radar-B (SIR-B). o SIR-B era parte do pacote de experimentos OSTA-3 no compartimento da carga, que também continha a Large Format Camera (LFC) para fotografar a Terra, outra câmera chamada MAPS que media a poluição do ar, e um experimento de identificação e localizaçao chamado FILE que consistia de duas câmeras de TV e duas câmeras de 70 mm.
A SIR-B era uma versão melhorada de um dispositivo semelhante que voou no pacote OSTA-l durante a STS-2. Ele tinha um painel com oito antenas medindo 35 por 7 pés  (11 por 2 m). Ele operou durante todo o voo, mas foram encontrados problemas com a antena Ku-band da Challenger e grande parte da informação teve que ser armazenada na nave ao invés de ser transmitida para a Terra em tempo real como foi originalmente planejado.
O especialista da carga Scully-Powers, em empregado do Laboratório de Pesquisas da Marinha dos Estados Unidos, realizou uma série de observações oceanográficas durante a missão. Garneau realizou experimentos financiados pelo governo canadense, chamados de CANEX, que foram relacionados às ciências médicas, atmosféricas, climática, de materiais e robóticas. Uma séria de pacotes Getaway Special (GAS) com uma grande variadede de materiais para testes também estava no veículo.
A STS 41-G foi uma missão com duração de 8 dias, 5 horas, 23 minutos e 33 segundos que percorreu uma distância de 4.3 milhões de milhas 6 900 000 km) e completou 132 órbitas. Ela aterrissou na Shuttle Landing Facility no Centro Espacial Kennedy, a segunda aterrissagem de um ônibus espacial neste local, em 13 de Outubro, às 12:26 p.m. EDT.